# 斑尾高原スキー場

中腹から

斑尾高原スキー場（まだらおこうげんスキーじょう）は、長野県飯山市および新潟県妙高市の斑尾高原にあるスキー場である。斑尾高原は県境・市町村境が集中しており、スキー場は自らの所在地を「長野県飯山市斑尾高原」としているが、スキー場面積の大部分は新潟県妙高市にある。

## 概要
北信五岳のひとつである斑尾山の北斜面の円錐形の地形を活用した起伏の多いコースと、豊富な天然のパウダースノーが魅力。ナイター営業も行っている。
スノーボードは全面滑走可能。モーグルコースを設置しており、フリースタイルスキー・ワールドカップも開催されていた。
15番リフトを利用して隣接するタングラムスキーサーカスへ行くことができる。また両方を滑れる共通リフト券も発売している。
また、ツリーランコースの設置数が日本一多いスキー場である。

## 沿革
- 1972年(昭和47年) - 開業。
- 2005年(平成17年) - 4月、運営会社の斑尾高原開発株式会社が東京地方裁判所に民事再生法適用を申請[3]。その後不動産投資顧問会社であるダヴィンチ・アドバイザーズが、本スキー場と付属する斑尾高原ホテルの資産を買い取った。小学生以下のリフト券無料化などを実施して、集客を図っていた。リフト券がICチップから紙タイプに変更された。
- 2012年(平成24年) - 株式会社マックアースが買収し傘下に収める[4]。
- 2013年(平成25年) - 2013-2014シーズンから、小学生の無料化が中止された。
- 2017年(平成29年) - 2017-2018シーズンからアジアゲートホールディングス傘下になった模様[注 2]。株式会社マックアースホームページの運営施設一覧にも載らなくなっているが、共通シーズン券「マックアース30」は使用できた。
- 2018年(平成30年) - 2018-2019シーズンから「マックアース(ほぼ)30」の対象外となった。
- 2022年(令和4年) - ペイシャンス・キャピタル・グループ（ＰＣＧ）が買収し傘下に収める[5]。

## リフト
（）は廃止済み
（・第1リフトA線）
・第1リフトB線※②
・第1リフトC線
・第1リフトD線
・第2高速クワッド
・第3リフトA線
・第3リフトB線※①
・スーパークワッド
・第5リフト※②
（・第7リフト）
（・第8リフト）
（・第11リフトA線）
・第11リフトB線
・第12リフト
・第13リフト
（・第14リフト）
・第15リフト
※①隣接するタングラムスキーサーカスには書いてあるが、斑尾高原スキー場には書いていない。
※②稼働率がものすごく低い。

## コース
24本のコースが設定されている。
- パラダイスコース
- 初心者Aコース
- 初心者Bコース
- ユートピアコース
- 白樺コース
- チャンピオンコース
- ワールドカップモーグルコース
- カービングコース
- ジャイアントコース
- ポールバーンAコース
- オーシャンビューコース
- トラバースコース
- クリスタルコース
- パウダーラインコース
- スカイラブコース
- スカイビューコース
- フリーライドパーク
- キッズパーク
- ボード初心者専用コース
- 斑尾冒険コース
- USAGIコース
- AIR WAVEコース
- AIR WAVEⅡコース
- RIVER LINEコース
- NINJAコース
- SAWAコース
- SAWAⅡコース

## 交通
公共交通
- JR北陸新幹線・飯山線 飯山駅から各種バス
- えちごトキめき鉄道妙高はねうまライン・しなの鉄道北しなの線 妙高高原駅からMt.Myokoシャトルバス

車
- 上信越自動車道豊田飯山ICから16km